# Steve Woodberry
Steven Lavern Woodberry, detto Steve (Wichita, 9 ottobre 1971), è un ex cestista e allenatore di pallacanestro statunitense.

## Palmarès

### Giocatore
- Campionato svizzero: 1

Bellinzona: 1994
- Campionato lituano: 1

Zalgiris Kaunas: 2000-01